# WTA-toernooi van Parma

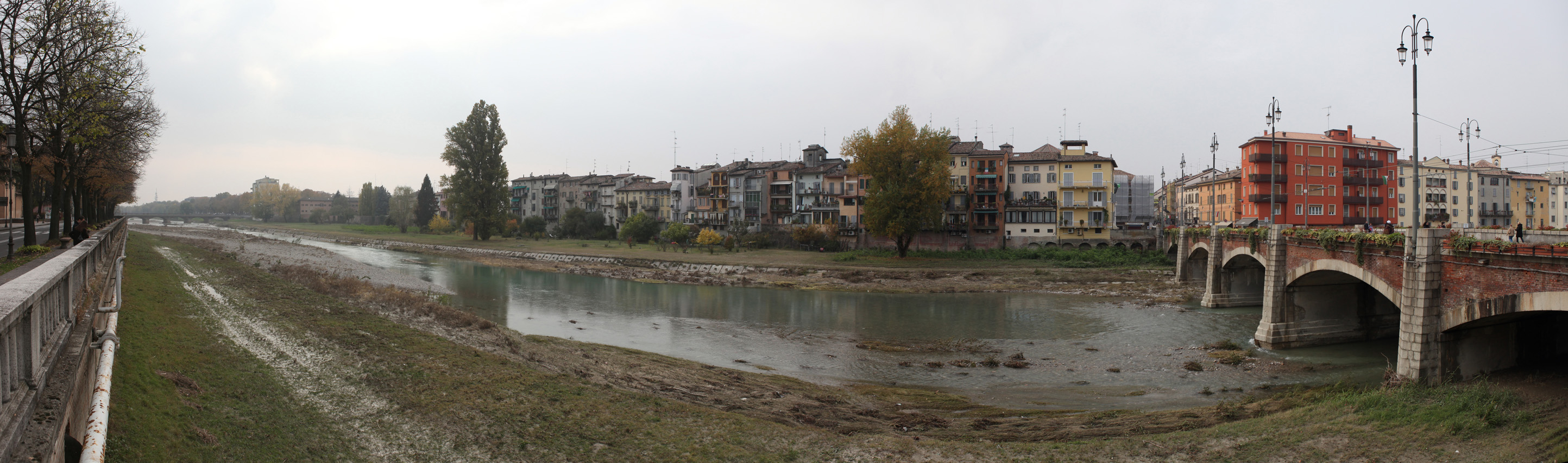
Panoramische blik op Parma en de Parma-rivier

Het WTA-toernooi van Parma is een jaarlijks terugkerend tennistoernooi voor vrouwen dat wordt georganiseerd in de Italiaanse stad Parma. De officiële naam van de eerste editie was Emilia-Romagna Open, vernoemd naar de regio Emilia-Romagna waarin Parma ligt. Sinds de tweede editie heet het Parma Ladies Open.
De WTA organiseert het toernooi, dat bij oprichting in de categorie "WTA 250" viel en wordt gespeeld op de gravelbanen van de Tennis Club Parma.
Bij de eerste editie (in 2021) werd een week na het vrouwentoernooi op een nabijgelegen locatie (7 km zuidelijker) het ATP-toernooi van Parma voor de mannen gehouden, op de Tennis Club President in Montechiarugolo. In 2022 werden de toernooien gescheiden, waarbij het vrouwentoernooi verhuisde van mei naar september. In 2023 degradeerde het vrouwentoernooi naar categorie WTA 125. In 2024 verhuisde het terug van september naar mei.

## Enkel- en dubbelspeltitel in één jaar
| speelster  | in het jaar |
| ---------- | ----------- |
| Cori Gauff | 2021        |

## Finales

### Enkelspel
| Datum      | Naam                | Cat.    | ($)     | Ondergrond     | Winnares         | Verliezend finaliste | Uitslag       |         |
| ---------- | ------------------- | ------- | ------- | -------------- | ---------------- | -------------------- | ------------- | ------- |
| 2021-05-16 | Emilia-Romagna Open | WTA 250 | 235.238 | gravel, buiten | Cori Gauff       | Wang Qiang           | 6-1, 6-3      | details |
| 2022-09-26 | Parma Ladies Open   | WTA 250 | 251.750 | gravel, buiten | Mayar Sherif     | Maria Sakkari        | 7-5, 6-3      | details |
| 2023-09-18 | Parma Ladies Open   | WTA 125 | 115.000 | gravel, buiten | Ana Bogdan       | Anna Schmiedlová     | 7-5, 6-1      | details |
| 2024-05-13 | Parma Ladies Open   | WTA 125 | 115.000 | gravel, buiten | Anna Schmiedlová | Mayar Sherif         | 7-5, 2-6, 6-4 | details |

### Dubbelspel
| Datum      | Naam                | Cat.    | ($)     | Ondergrond     | Winnaressen                          | Verliezend finalistes                   | Uitslag          |         |
| ---------- | ------------------- | ------- | ------- | -------------- | ------------------------------------ | --------------------------------------- | ---------------- | ------- |
| 2021-05-16 | Emilia-Romagna Open | WTA 250 | 235.238 | gravel, buiten | Cori Gauff Caty McNally              | Darija Jurak Andreja Klepač             | 6-3, 6-2         | details |
| 2022-09-26 | Parma Ladies Open   | WTA 250 | 251.750 | gravel, buiten | Anastasia Dețiuc Miriam Kolodziejová | Arantxa Rus Tamara Zidanšek             | 1-6, 6-3, [10-8] | details |
| 2023-09-18 | Parma Ladies Open   | WTA 125 | 115.000 | gravel, buiten | Dalila Jakupović Irina Chromatsjova  | Anna Bondár Kimberley Zimmermann        | 6-2, 6-3         | details |
| 2024-05-13 | Parma Ladies Open   | WTA 125 | 115.000 | gravel, buiten | Anna Danilina Irina Chromatsjova     | Elixane Lechemia Ingrid Gamarra Martins | 6-1, 6-2         | details |